# Anita Pointer
Pour les articles homonymes, voir Pointer.
 (janvier 2023).
Si vous disposez d'ouvrages ou d'articles de référence ou si vous connaissez des sites web de qualité traitant du thème abordé ici, merci de compléter l'article en donnant les références utiles à sa vérifiabilité et en les liant à la section « Notes et références ».
Anita Pointer, née le 23 janvier 1948 à Oakland (Californie) et morte le 31 décembre 2022 à Los Angeles (Californie), est une auteur-compositrice-interprète américaine de disco et soul. Elle est connue pour être un membre du groupe féminin The Pointer Sisters.

## Biographie
Anita Pointer quitte son emploi de secrétaire pour rejoindre ses jeunes sœurs Bonnie et June pour former les Pointer Sisters en 1969. Après l'échec de leurs deux premiers singles entre 1971 et 1972, pour Atlantic Records, le trio convainc leur sœur aînée Ruth de se joindre au groupe en 1972. En 1973, les sœurs trouvent la célébrité avec le morceau Yes We Can Can écrit par Allen Toussaint. Anita a contribué à faire de Fairytale un hit en le coécrivant, qui a par la suite projeté les sœurs tout en haut des Charts et de faire du groupe l'un des meilleurs à travers le pays. Anita a remporté son premier Grammy Award pour la meilleure performance en duo avec Bonnie pour la meilleure chanson country de l'année en 1975.
En 1977, Bonnie quitte les Pointer Sisters pour se consacrer pleinement à une carrière solo. Cela n'empêcha pas le groupe composé dorénavant d'Anita, de Ruth et de June de remporter des succès planétaires comme Happiness en 1978, Fire en 1980, He's So Shy en 1981, I'm So Excited en 1982 et Automatic en 1984.

## Discographie

### Solo

#### Album
- Love for What It Is (1987 RCA Records)
  1. Overnight Success (4:45)
  2. Love Me Like You Do (5:25)
  3. The Pledge (duo avec Philip Bailey) (3:16)
  4. You Don't Scare Me (3:40)
  5. More Than a Memory (4:45)
  6. Have a Little Faith in Love (5:56)
  7. Love for What It Is (5:05)
  8. Beware of What You Want (5:42)
  9. Temporarily Blue (4:20)

## Publication
- (avec Fritz Pointer), Fairytale: The Pointer Sisters' Family Story, Wyatt-MacKenzie Publishing, 2020.